# آمل شهبی
آمل شهبی (انگلیسی: Amelle Chahbi؛ ‏ عربی: أميل شهبي؛ زادهٔ ۲۱ اوت ۱۹۸۰) بازیگر، نویسنده و کارگردان مراکشی‌تبار اهل فرانسه است.
از فیلم‌هایی که وی در آن‌ها نقش داشته است، می‌توان به بارون‌ها اشاره نمود.